# Rifat Hadžiselimović
Rifat Hadžiselimović (Šiprage, 7 gennaio 1944) è un genetista bosniaco.
Dal 2013, dopo più di 45 anni di servizio, è stato nominato emerito e agisce come consulente scientifico presso l'Istituto di Ingegneria Genetica e Biotecnologie (INGEB) dell'Università di Sarajevo.

## Biografia
Rifat Hadžiselimović ha completato gli studi secondari a Banja Luka, dopo di che nel 1962 si è iscritto alla Facoltà di Scienze Naturali e Matematica di Sarajevo. Si è laureato come insegnante di biologia nel 1966 e ha completato il suo master in biologia (antropologia) nel 1971 presso la facoltà di scienze e matematica dell'Università di Zagabria, in Croazia. La sua tesi di Master era intitolata "Aspetto storico del cambiamento della frequenza relativa di due allelogeni nelle popolazioni umane". Ha completato il dottorato in Biologia nel 1976 presso la Facoltà di Scienze, Università di Sarajevo sul tema "La genetica della secrezione di antigeni ABH nella popolazione della Bosnia ed Erzegovina".
Dal 1966 è stato impiegato presso la Facoltà di Scienze, Università di Sarajevo, prima come Assistant Lecturer (1966-1977), poi come assistente professore (1977), professore associato (1980) e professore (1984) su argomenti: genetica umana, ingegneria genetica e biotecnologia, biologia molecolare, evoluzione, bioantropologia e biomedicina.
È stato membro attivo della Società antropologica della Jugoslavia ed è stato cofondatore e membro dell'Associazione di genetica in Bosnia ed Erzegovina.
Dal 1984 al 1986 è stato anche Capo del Dipartimento di Biologia. Dal 1994 al 2003 è stato impegnato nello sviluppo dello "Studio postuniversitario di scienze biologiche" dove era a capo del programma, e dal 2007 è stato responsabile del campo "Genetica" del programma.
Nel periodo tra il 1987 e il 2001 è stato direttore dell'Institute of Genetic Engineering and Biotechnology (INGEB) e dal 2001 è stato coordinatore del Progetto DNA, sviluppato in collaborazione con International Commissione sulle persone scomparse (ICMP). È stato inoltre assunto come consulente scientifico dell'Istituto (INGEB) e dal 2006 al 2012 è stato nominato presidente del consiglio di amministrazione dell'Istituto.